# Sigmarszell
Sigmarszell è un comune tedesco di 2 789 abitanti, situato nel land della Baviera.